# Clàudia Massó i Fontàs
Clàudia Massó i Fontàs (Banyoles, 1 de gener de 1987) és una política catalana, senadora al Senat d'Espanya en la XI Legislatura. Actualment és regidora a l'Ajuntament de Banyoles pel Partit Demòcrata Europeu Català.
És llicenciada en Dret per la Universitat Pompeu Fabra. Militant de la Joventut Nacionalista de Catalunya, n'és vicepresidenta nacional. A les eleccions municipals espanyoles de 2015 fou escollida a l'ajuntament de Banyoles per Convergència Democràtica de Catalunya.
A les eleccions generals espanyoles de 2015 fou escollida senadora per la província de Girona en la candidatura de Democràcia i Llibertat.